# Mason (Michigan)
Mason è un comune degli Stati Uniti d'America, situato nello Stato del Michigan, nella Contea di Ingham, della quale è il capoluogo.